# Roewe RX3
Roewe RX3 – samochód osobowy typu crossover klasy kompaktowej produkowany pod chińską marką Roewe w latach 2017–2023.

## Historia i opis modelu

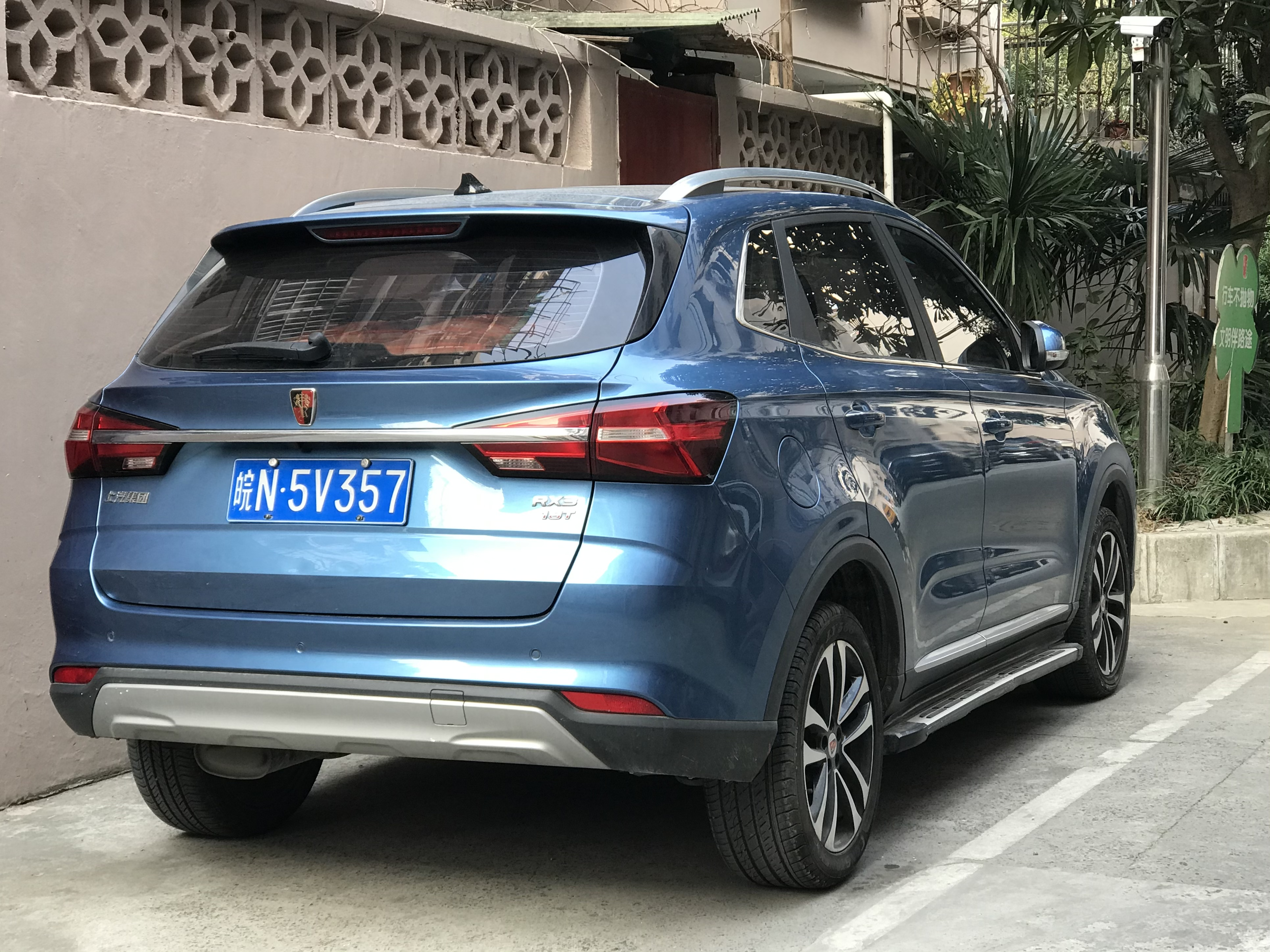
Roewe RX3 - tył

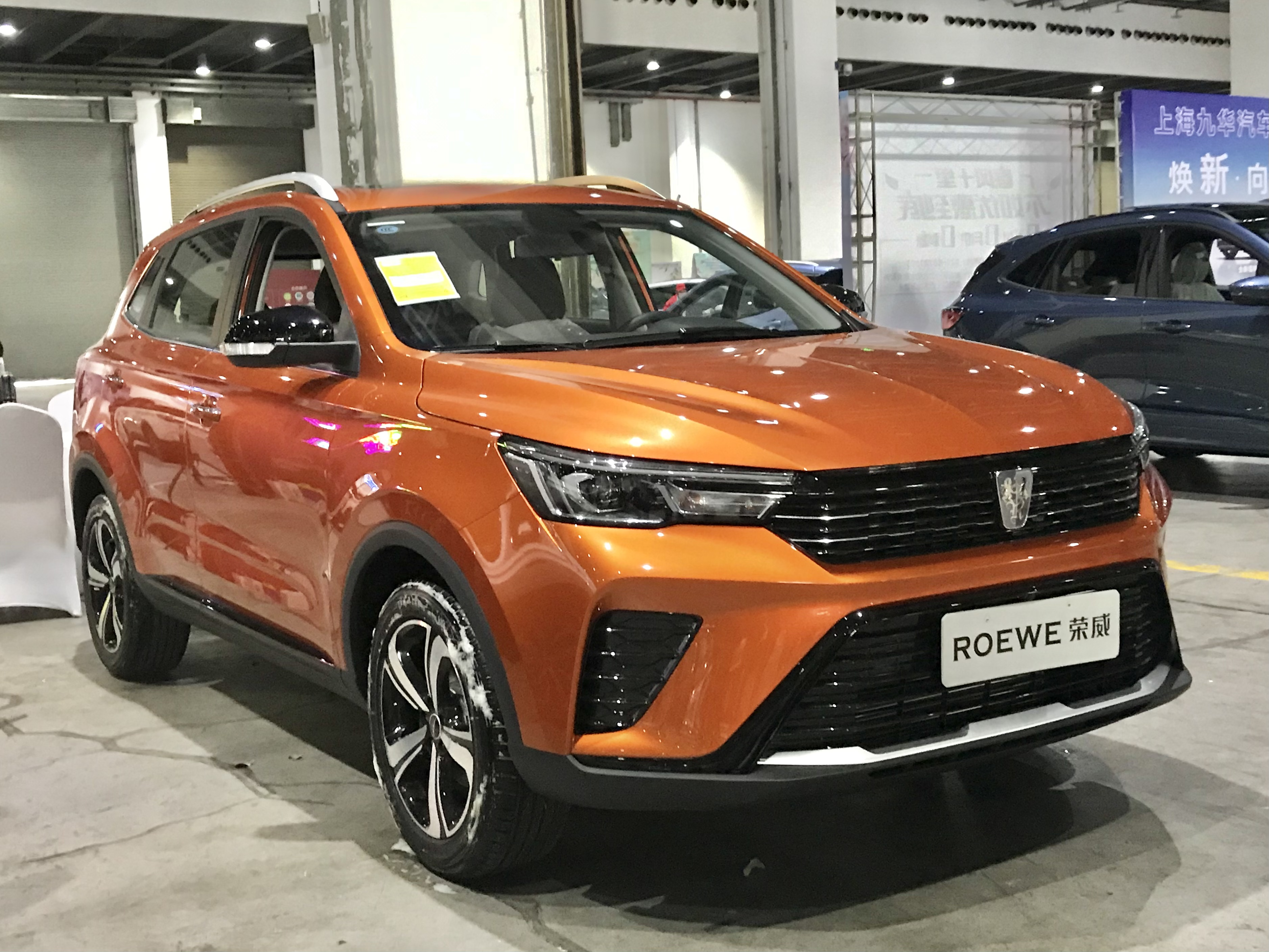
Roewe RX3 Pro

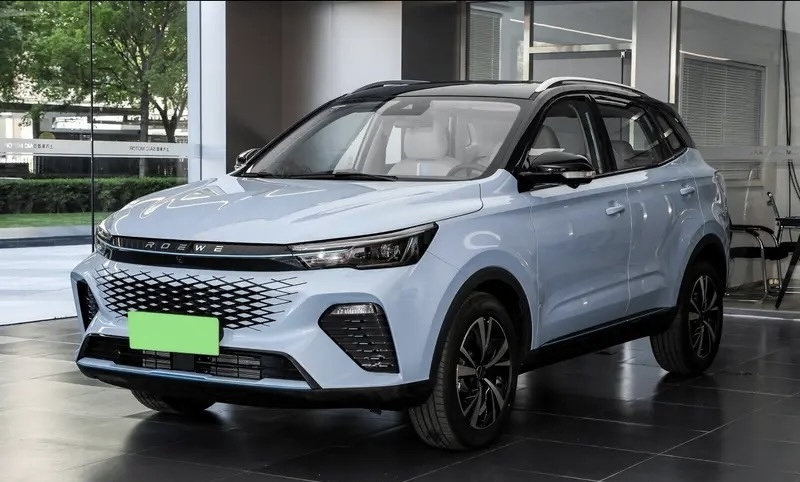
Roewe Lomemo

RX3 zadebiutowało po raz pierwszy jesienią 2017 roku, jako najtańszy i najmniejszy crossover w gamie Roewe, charakteryzujący się kompaktowymi wymiarami. Pojazd oparty został na płycie podłogowej równolegle debiutującego, mniejszego MG ZS na mocy współpracy w ramach koncernu SAIC. Pod kątem wizualnym samochód upodobniony został do większego modelu RX5, charakteyrzując się agresywnie stylizowanymi reflektorami, a także rozległą chromowaną atrapą chłodnicy z chromowanymi poprzeczkami. 
Kabina pasażerska została upodobniona wzornictwem do innych, równolegle debiutujących modeli Roewe zaprojektowanych według nowego języka stylistycznego, wyróżniając się centralnie umieszczonym, 8-calowym wyświetlaczem systemu multimedialnego pozwalającego na sterowanie także m.in. radiem i nawigacją.

### Lomemo
W maju 2022 zaprezentowana została odmiana hybrydowa o nazwie Roewe Lomemo. Otrzymała ona przeprojektowany pas przedni z charakterystyczną czarną listwą łączącą reflektory, a także niżej umieszczonym wlotem powietrza ukrytym w strukturze kolorystycznej zderzaka. Ponadto, samochód wyposażono w 1,5 litrowy silnik benzynowy współpracujący z 118-konną jednostką elektryczną, umożliwiając doładowanie baterii i poruszanie się w trybie czysto elektrycznym w ramach układu typu plug-in.

### Lifting
W marcu 2021 roku przedstawiona została gruntownie zmodernizowana odmiana RX3 pod nazwą Roewe RX3 Pro, która zyskała nowy wygląd pasa przedniego z dwuczęściowym wlotem powietrza przedzielonym poprzeczką z miejscem na tablicę rejestracyjną. Przemodelowano także tylne zderzaki oraz lampy. Pojazd pozostał w równoległej sprzedaży z dotychczasowym wariantem RX3 jako lepiej wyposażona alternatywa.

### Sprzedaż
Roewe RX3 zbudowane zostało z myślą o wewnętrznym rynku chińskim. Jego produkcja rozpoczęła się we wrześniu 2017 roku w nowo wybudowanych zakładach produkcyjnych w mieście Zhengzhou. Największą rynkową popularność kompaktowy crossover zdobył rok po debiucie, w 2018 roku znajdując ponad 53 tysiące chińskich nabywców. W kolejnych latach udział rynkowy modelu spadł, i to pomimo restylizacji z 2021 roku.

### Silniki
- R4 1.3l Turbo
- R4 1.6l